# Natallja Cylinskaja
Natallja Valer"eŭna Cylinskaja ((in bielorusso Наталля Валер’еўна Цылінская?, in russo Наталья Цилинская?, Natal'ja Cilinskaja; Minsk, 30 agosto 1975) è un'ex pistard bielorussa.

## Palmarès

### Olimpiadi
- 1 medaglia:
  - 1 bronzo (Atene 2004 nei 500 m a cronometro)

### Mondiali
- 9 medaglie:
  - 8 ori (Manchester 2000 nella velocità; Manchester 2000 nei 500 m a cronometro; Copenaghen 2002 nella velocità; Copenaghen 2002 nei 500 m a cronometro; Stoccarda 2003 nei 500 m a cronometro; Los Angeles 2005 nei 500 m a cronometro; Bordeaux 2006 nella velocità; Bordeaux 2006 nei 500 m a cronometro)
  - 1 argento (Stoccarda 2003 nella velocità)